# HD mladi Jesenice
HD mladi Jesenice je slovenski klub hokeja na ledu iz Jesenica. To je zamjenska skupina kluba Acroni (također iz Jesenica) koja se natječe u IHL-u. Ranije su igrali  Slohokej Ligu.